# Télescope
Pour les articles homonymes, voir Télescope (homonymie).
Un télescope est un instrument d'optique permettant d'augmenter la luminosité ainsi que la taille apparente des objets à observer. Son rôle de récepteur de lumière est souvent plus important que son grossissement optique, il permet d'apercevoir des objets célestes ponctuels difficilement perceptibles ou invisibles à l'œil nu.
Les télescopes sont principalement utilisés en astronomie, car leurs réglages ne les rendent propices qu'aux observations d'objets très éloignés et se déplaçant relativement lentement.

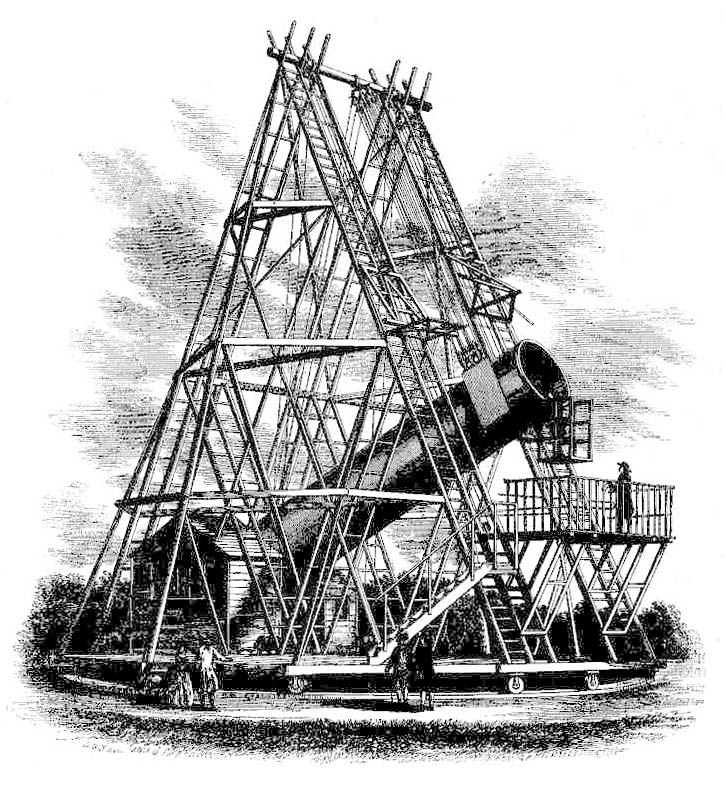
Gravure représentant le télescope de 40 pieds de focale d'Herschel.

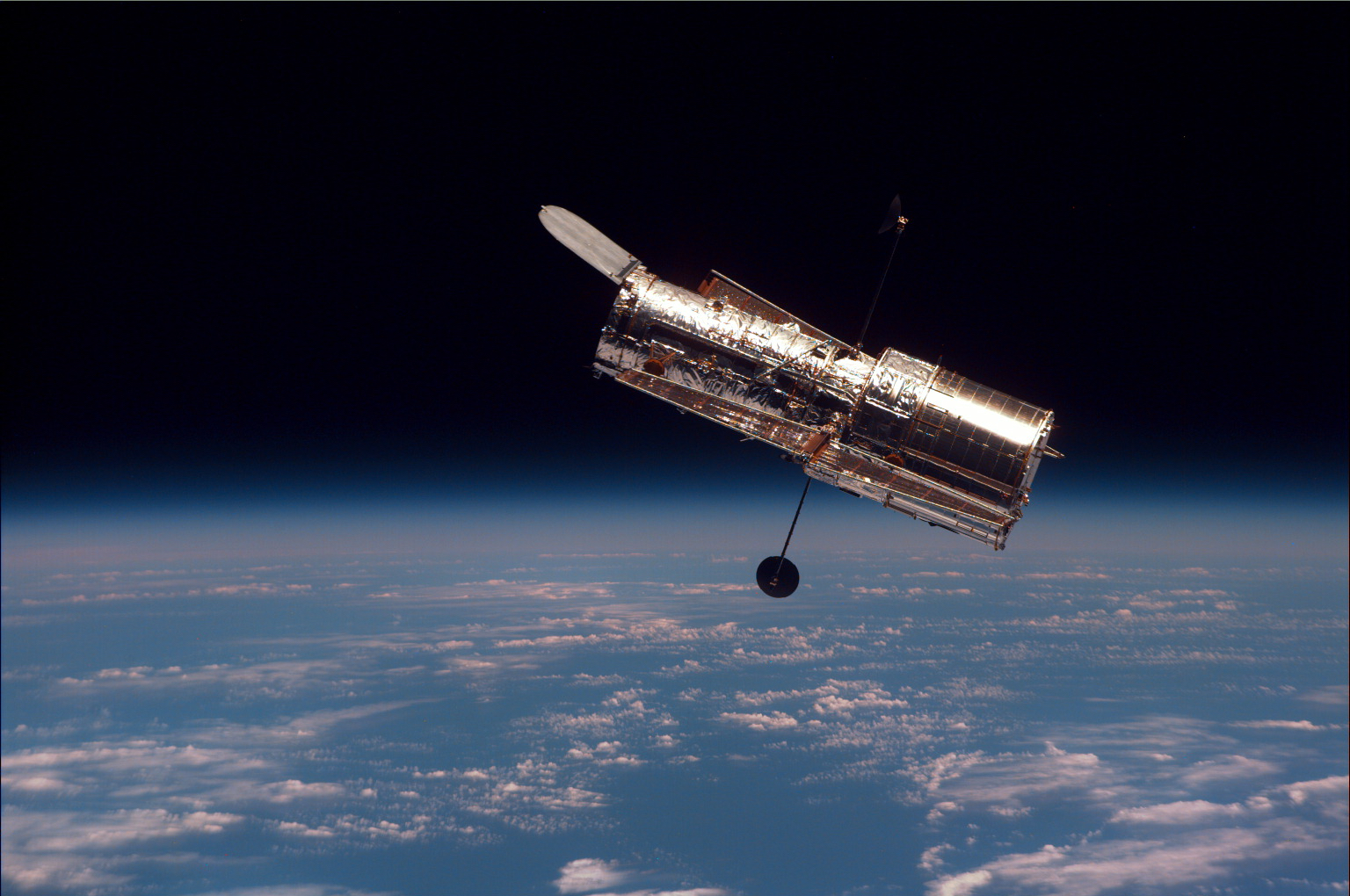
Le télescope spatial Hubble, en fonctionnement depuis 1990.

## Étymologie
Le mot télescope vient du grec τηλε (tele) signifiant « loin » et σκοπεῖν (skopein) signifiant « regarder, voir ». 

## Terminologie
On distingue deux types majeurs de télescopes, selon la manière dont la lumière est focalisée par l'objectif (d'après la terminologie anglaise) :
- dans un télescope réfracteur (appelé lunette astronomique en France, refracting telescope en anglais), la lumière est focalisée par un « système dioptrique » composé d'un ensemble de lentilles (réfraction) ;
- dans un télescope réflecteur (auquel se restreint l'appellation de télescope en France et dans le présent article, reflecting telescope en anglais), la lumière est focalisée soit par un système purement réflectif (télescope de Newton) soit par un système hybride « catadioptrique » composé de miroirs (réflexion) et de dioptres (par exemple correcteurs).

## Histoire
Précurseur du télescope, la lunette d'approche aurait été conçue en Italie vers 1586 très probablement par l’opticien italien Giambattista della Porta, ou peut-être dès les alentours de 1550 par Leonard Digges, en Angleterre. Le télescope apparaît en Hollande où les États Généraux de 1608 reçoivent successivement la demande de brevet de Hans Lippershey le 2 octobre puis quelques semaines après celle de Jacob Metius ; le facteur de grossissement de ces télescopes est de 3 à 4. Très vite utilisé pour de multiples usages, notamment en tant que lunette astronomique, le télescope intéresse l’astronome italien Galilée qui s'en procure un exemplaire probablement à l'occasion de la visite en 1609 d'un marchand hollandais venu proposer l'objet à la Sérénissime, puis Galilée perfectionne le modèle parvenant à en augmenter le grossissement d'un facteur 2 à 3. Au sommet du campanile, il fait sensation en offrant une lunette astronomique de sa confection au Doge Leonardo Donato et aux membres du Sénat. Son confrère allemand Johannes Kepler en perfectionna le principe, en proposant une formule optique à deux lentilles convexes.

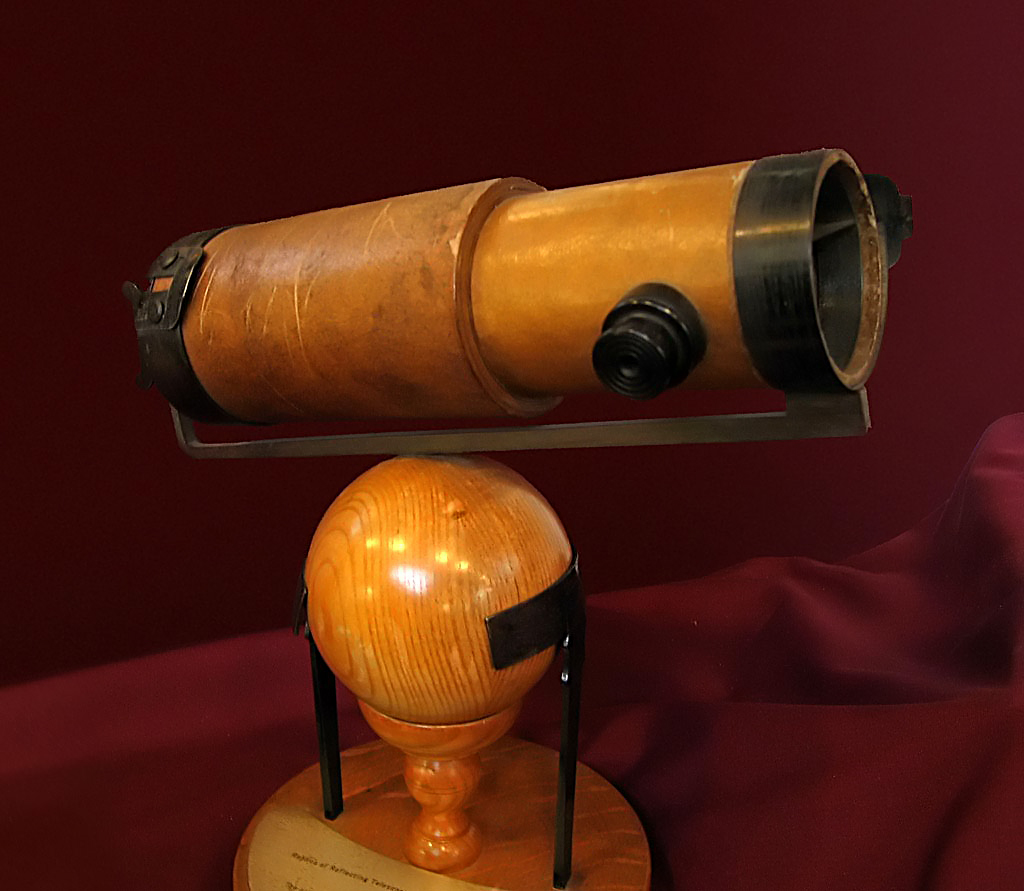
Réplique du télescope de six pouces qu'Isaac Newton présenta à la Royal Society en 1672.

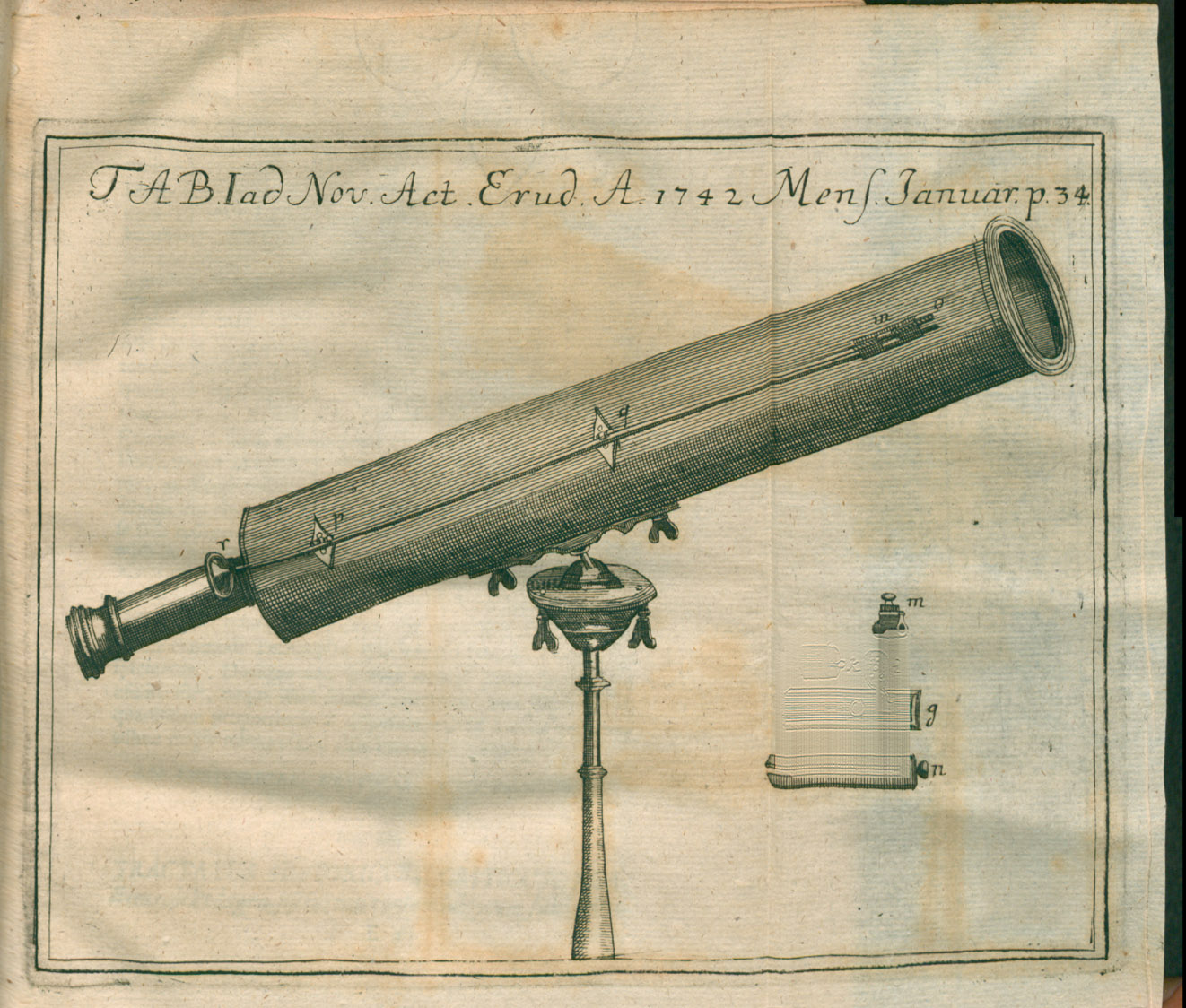
Illustration à la critique de Construction d'un télescope par réflexion, de M. Newton, ayant seize pouces de longueur... publiée sur les Acta Eruditorum en 1741.

Dans un télescope, un miroir concave est utilisé pour former l’image. En 1663, le mathématicien écossais James Gregory fut le premier à proposer la formule du télescope avec un grandissement dû au secondaire. Néanmoins, Marin Mersenne avait, lui, anticipé un système dans lequel le primaire et le secondaire étaient paraboliques, la pupille de sortie était située sur le secondaire, qui servait ainsi d'oculaire. Mais le champ était très faible.
Le mathématicien et physicien anglais Isaac Newton en construisit une première version en 1668. Dans ce type d’instrument, la lumière réfléchie par le miroir primaire concave doit être amenée à une position d’observation, en dessous ou sur le côté de l’instrument. Henry Draper, l’un des tout premiers astronomes américains à construire un télescope, utilisera deux siècles plus tard un prisme à réflexion totale au lieu du miroir plan du télescope de Newton.
Le pionnier fut le télescope de 2,53 m de diamètre de l’observatoire du Mont Wilson, en Californie : demeuré célèbre pour avoir servi dans les années 1920 aux travaux de l’astronome américain Edwin Hubble, son utilisation cessa progressivement de 1985 à 1992 sous l’effet de pressions financières.
La conception des télescopes Keck marque une innovation importante : la surface réfléchissante du miroir de chacun des deux télescopes est composée d’une mosaïque de trente-six miroirs hexagonaux, tous orientables individuellement grâce à trois vérins. Elle équivaut à un miroir primaire de 10 m de diamètre, sans en avoir le poids. Des techniques dites d’optique active permettent de jouer sur les vérins pour optimiser le profil de la surface réfléchissante totale.
De son côté, le Very Large Telescope (VLT) de l'European Southern Observatory (ESO), est composé de quatre télescopes, possédant chacun un miroir de 8,20 m. Il est situé au Chili, au sommet du Cerro Paranal, à 2 600 m d'altitude. Il a été équipé en 2002 du système d'optique adaptative NAOS lui permettant d'être deux fois plus précis que le télescope spatial Hubble.
Il est aussi possible aujourd'hui d'utiliser dans le domaine optique les principes de l'interférométrie pour améliorer la résolution. C'est le principe utilisé par les deux Keck et plus encore par le VLT, dont les quatre miroirs, distants au maximum de 130 m, ont la même résolution théorique qu'un seul miroir de 130 m de diamètre. La sensibilité n'est cependant pas améliorée et la technique de l'interférométrie reste utilisée dans des cas très particuliers.

## Éléments constitutifs
Les instruments d'observation astronomique sont généralement constitués de deux systèmes optiques complémentaires : l'objectif et l'oculaire. L'oculaire n'est utilisé que pour l'observation visuelle.

### Objectif
Dans un télescope l'objectif est un miroir concave, le plus souvent parabolique. À la différence des glaces utilisées dans la vie courante, la face réfléchissante est située en avant, de sorte que la lumière ne traverse pas le verre qui sert uniquement de support à une pellicule métallique (le plus souvent en aluminium, mais d'autres métaux peuvent être utilisés, comme l'argent, plus facile à appliquer mais plus fragile, ou l'or, par exemple pour ses propriétés réflectives dans l'infrarouge) de quelques centièmes de micromètres. La lumière étant simplement réfléchie et non réfractée, on évite ainsi les achromatismes des lunettes astronomiques.
La lumière est ensuite focalisée en un point appelé foyer image. Le faisceau convergent peut être renvoyé vers un oculaire à l'aide d'un second miroir qui est plan dans le cas d'un télescope de Newton. Ce petit miroir provoque inévitablement une obstruction, c'est-à-dire une perte de luminosité ce qui n'est pas grave, mais aussi une légère perte de contraste sans gravité si elle ne dépasse pas 20 %.

### Oculaire

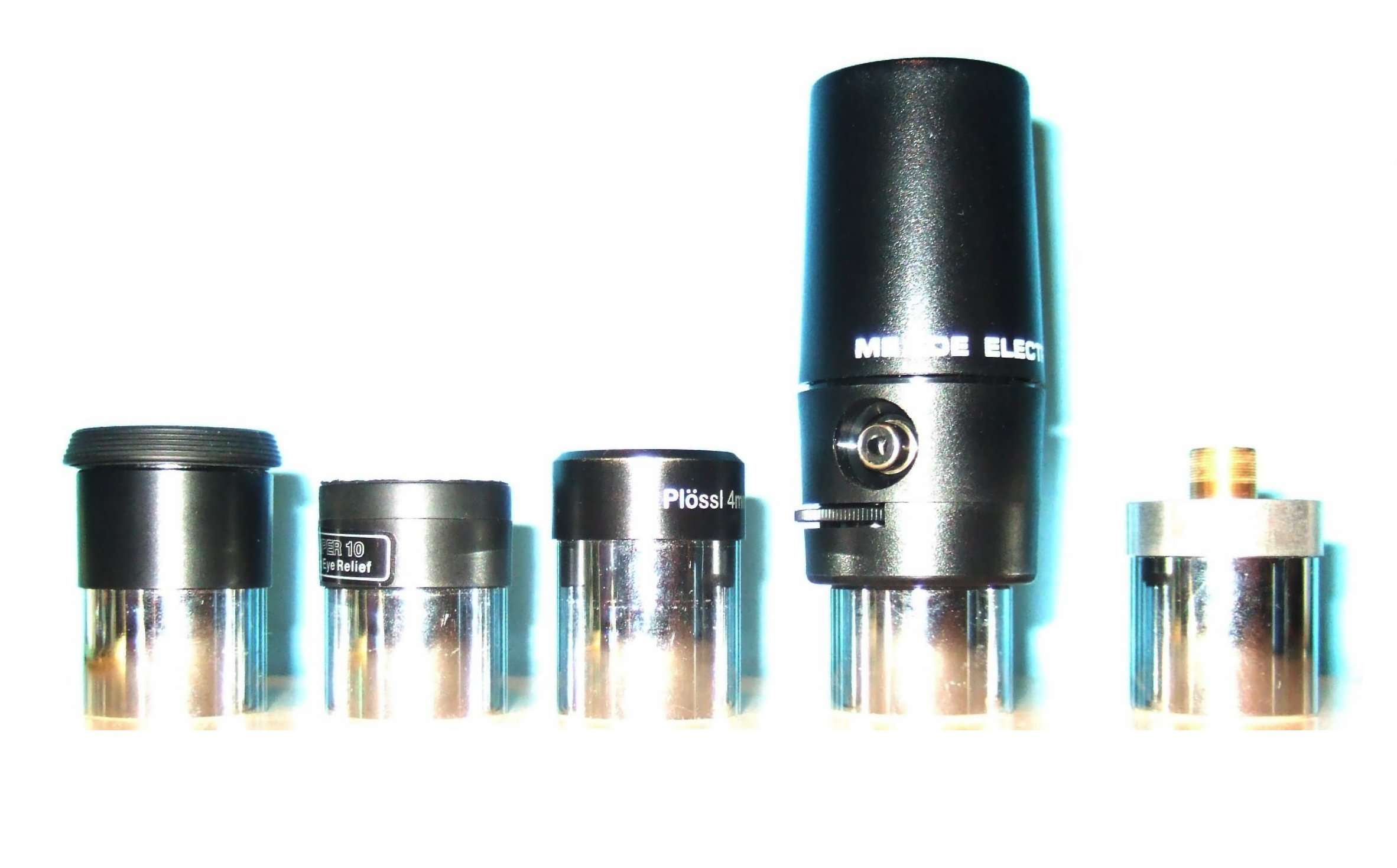
Des oculaires.

L'oculaire est la partie de l'instrument qui permet d'agrandir l'image produite par l'objectif au niveau du foyer-image ; un oculaire n'est rien d'autre qu'une loupe perfectionnée. La mise au point se fait en réglant la distance entre l'objectif et l'oculaire. Un télescope est théoriquement un instrument afocal, c'est-à-dire qu'il est possible de faire coïncider le foyer-image du miroir primaire avec le foyer-objet de l'oculaire.
Les oculaires sont interchangeables, ce qui permet de modifier les caractéristiques de l'instrument. Ils sont constitués de lentilles qui introduisent des aberrations optiques plus ou moins bien corrigées selon les modèles. Le plus courant est aujourd'hui l'oculaire de Plössl, tandis que les oculaires de Huygens et de Ramsden, composés de deux lentilles, sont aujourd'hui abandonnés. Le diamètre des oculaires est normalisé, il est donc possible de les utiliser indifféremment sur tout type d'instrument, y compris avec une lunette astronomique. Le standard américain de 1" 1/4 (31,75 mm) est le plus courant, mais les oculaires de 2" (50,8 mm) sont de plus en plus populaires pour les longues focales, malgré leur prix plus élevé.

### Monture
La monture est la partie mobile qui supporte et permet d'orienter l'instrument. Il existe deux types de monture.

#### Monture équatoriale

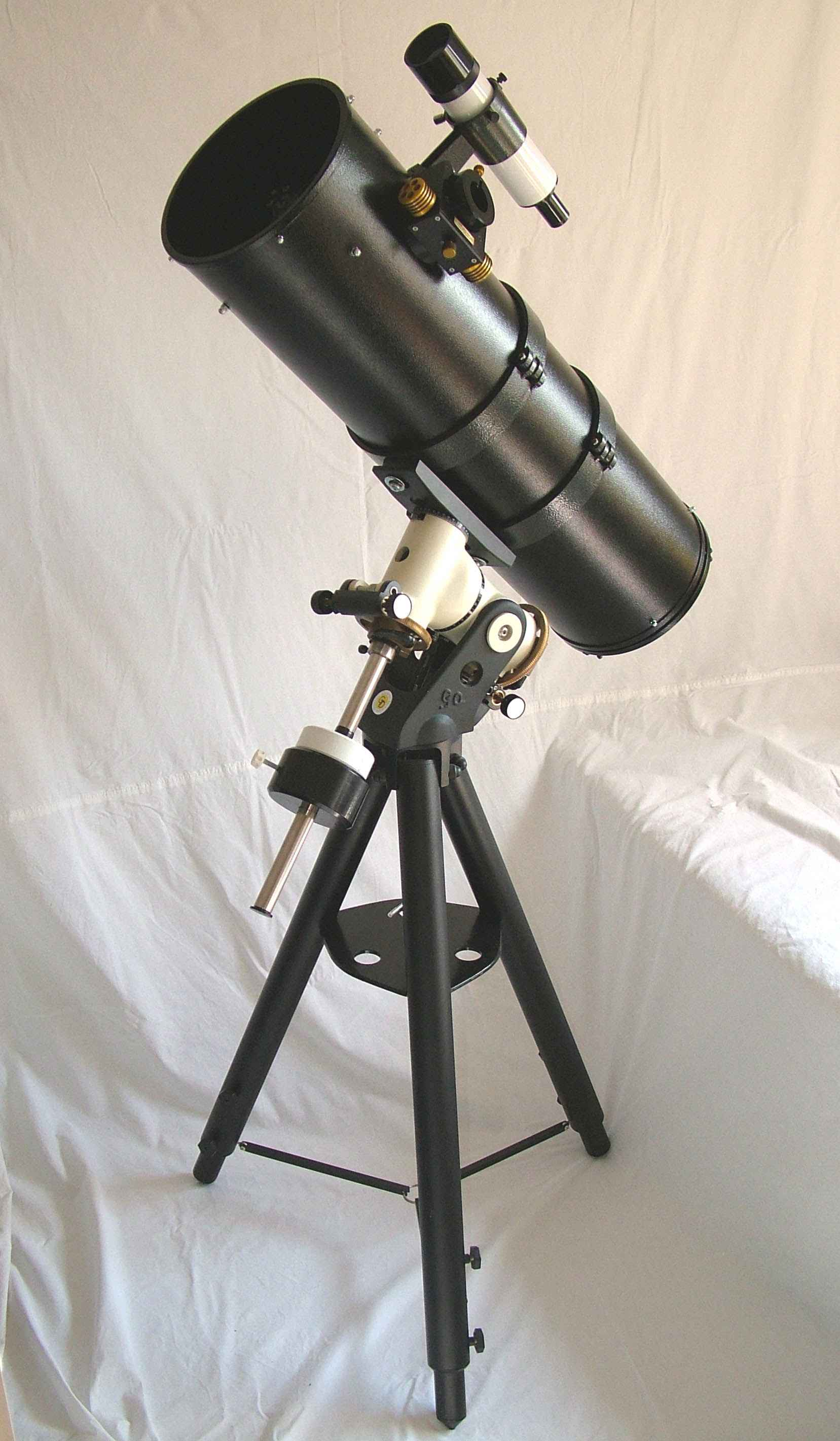
Télescope amateur à monture équatoriale.

Le fonctionnement de la monture équatoriale est calqué sur le système de coordonnées éponyme : la mise en rotation du télescope autour d'un axe fixe permet de sélectionner l'ascension droite à pointer, et un axe perpendiculaire en rotation autour de cet axe d'ascension droite permet de sélectionner la déclinaison. Cette monture est rendue pratique en raison de son aptitude naturelle à compenser la rotation de la sphère céleste : le seul pivotement à vitesse constante de l'instrument autour d'un axe parallèle à l'axe de rotation de la Terre (c'est-à-dire l'axe d'ascension droite) lui permet de suivre un astre durant tout son passage dans le ciel. De ce fait, les grands télescopes historiques des observatoires modernes (le télescope du mont Palomar constitue l'un des exemples les plus emblématiques) ont longtemps été montés sur une monture équatoriale. L'une des limites de ce type de monture réside dans sa difficulté de mise en œuvre pour les télescopes lourds ; quelques astuces techniques ont toutefois vu le jour pour pallier les difficultés liées à l'équilibrage du système, mais cela n'a pas suffi à stopper la généralisation des montures azimutales (voir section suivante).
Ce type de monture est toujours très prisé des astronomes amateurs, pour les raisons expliquées précédemment. Du fait de leur vocation universelle et parfois leur caractère nomade, les montures équatoriales sont dotées d'un dispositif de réglage en inclinaison de l'axe d'ascension droite pour s'adapter à la latitude du lieu. Les plus perfectionnées sont dotées d'un viseur polaire, sorte de petite lunette réticulée logée dans l'axe d'ascension droite, ainsi que de réglages fins en azimut et en hauteur, qui permettent d'effectuer une « mise en station » sur l'étoile polaire ou l'équivalent austral (souvent la constellation de l'Octant). La précision de cette mise en station est cependant souvent insuffisante pour permettre la photographie à longue exposition.

#### Monture azimutale
Constituée d'un axe vertical et d'un axe horizontal, la monture azimutale est la plus simple à concevoir et à équilibrer. Son défaut majeur réside dans son inaptitude à assurer naturellement le suivi équatorial (sauf s'il était décidé d'installer un télescope à un pôle terrestre) : la composition de mouvements sur les deux axes est nécessaire et les vitesses à imprimer sur chacun des axes sont fortement non linéaires. Le choix de ce type de monture est malgré tout systématique, aujourd'hui, pour les grands télescopes des observatoires nationaux et internationaux : les calculs trigonométriques qui permettent d'assurer le suivi équatorial et la compensation de la rotation de champ qui en résulte sont à la portée de n'importe quel ordinateur, alors qu'une monture équatoriale de taille équivalente serait très coûteuse à mettre au point. Toujours par le calcul, elles permettent également de suivre des objets en déplacement relatif par rapport aux étoiles lointaines, ainsi que de compenser entre autres le déplacement des pôles célestes dû à la précession des équinoxes. Les télescopes Keck, le VLT, le LBT, Subaru et consors, ainsi que des projets comme E-ELT font tous appel à une monture azimutale.
Pour les astronomes amateurs, la monture azimutale est d'une prise en main facile mais n'est pas adaptée aux observations prolongées ou à fort grossissement. Manuelle, elle n'est généralement utilisée que sur des lunettes astronomiques de petit diamètre. Motorisée, elle peut permettre le suivi d'un astre lorsqu'elle est pilotée par un calculateur intégré ou par un ordinateur. Du fait de la relative facilité de mise en œuvre, c'est sous sa forme azimutale que la monture avec positionnement automatique sur un astre (fonction dite « Go to ») s'est démocratisée, même si ces systèmes sont également disponibles sur les montures équatoriales de gamme supérieure. Les algorithmes de pilotage de ces montures permettent la mise en station du télescope après pointage d'au minimum deux étoiles de référence en début de séance d'observation. Cette monture est souvent utilisée sur les télescopes de type Cassegrain et dérivés, et en particulier est traditionnellement associée aux Schmidt-Cassegrain. Les amateurs de photographies à longue exposition peuvent la plupart du temps munir ces instruments d'un dispositif de compensation de la rotation de champ (« dé-rotateur »), piloté par la monture.

#### L'automatisation à la portée du grand public
L'évolution la plus importante de ces dernières années est la possibilité, pour les montures les plus sophistiquées, d'être munies d'un dispositif autonome de correction des erreurs de suivi d'un astre : ces montures permettent le guidage par un autoguideur ou une caméra d'astronomie à double capteur, et ce grâce à des algorithmes de traitement d'image qui permettent d'asservir la position de la monture aux dérives constatées à l'image.
On peut par ailleurs noter l'apparition de services d'astrophotographie par Internet (montures pilotées à distance).

### Accessoires
Outre les éléments déjà décrits et évidemment indispensables à l'utilisation d'un télescope, divers accessoires permettent d'élargir le champ d'utilisation d'un instrument.

#### Chercheur
Ce viseur, une petite lunette généralement réticulée, doit être correctement réglé : il doit être parallèle au tube de l'instrument. Pour le vérifier, visez un objet terrestre le plus éloigné possible comme le toit d'une maison et regardez si le centre du réticule correspond au centre du champ de vision du télescope. Son but est de faciliter le pointage vers une zone du ciel grâce à son champ de vision plus large, ce qui permet de se repérer plus facilement parmi les étoiles.

#### Trépied
Élément dont la grande importance ne doit pas être négligée, le trépied accueille la monture et supporte l'instrument. Pour cette raison, il doit être adapté pour supporter le poids de l'ensemble. Divers modèles sont disponibles, réalisés en aluminium ou acier, tous visant un même but : équilibrer et stabiliser l'ensemble pour éviter au maximum les risques de bascule de l'instrument (quelle que soit sa position) et absorber les vibrations.

#### Renvoi coudé
Le renvoi coudé permet une observation plus confortable et évite d'avoir recours à des postures peu confortables durant l'observation, principalement vers le zénith. Son utilisation n'est pas nécessaire avec un télescope du type Newton du fait de sa construction. Les renvois coudés peuvent être constitués d'un miroir ou d'un prisme à réflexion totale.

#### Lentille de Barlow
La lentille de Barlow allonge la distance focale à laquelle se forme le foyer-image. Elle s'utilise en complément de l'oculaire, dont elle permet de multiplier le grossissement par le coefficient (généralement de deux, parfois de trois) qui la caractérise. Celles vendues avec les télescopes sont souvent de mauvaise qualité. La lentille de Barlow doit être constituée d'un doublet ou triplet achromatique pour ne pas altérer l'image et son utilisation doit être réservée à la Lune et aux planètes. Son intérêt est d'éviter d'utiliser les lentilles de très courtes focales qui sont coûteuses et fragiles (moins de cinq millimètres). Elle sert principalement à rejeter le plan focal résultant en dehors de la monture et de pouvoir y placer, dès lors qu'il est accessible, une plaque photographique, un capteur CCD.

#### Réducteur de focale
Cet instrument a l'effet inverse de la lentille de Barlow, c'est-à-dire que le réducteur de focale raccourcit la distance focale du foyer-image. Pour cela, il doit être placé entre l'objectif et le foyer. En diminuant le rapport f/D (voir plus loin), il réduit le grandissement. Son utilisation est réservée à la photographie au foyer (argentique ou numérique) et permet d'augmenter la dimension (angulaire) du champ photographique, ainsi que la luminosité, ce qui permet de diminuer les temps de pose ou d'accéder à des objets plus diffus.

#### Filtre lunaire
Le filtre lunaire est utilisé lors de l'observation de la Lune, qui est très lumineuse et peut créer un éblouissement. On utilise donc un filtre gris neutre, vissé dans l'oculaire.
Le filtre gris neutre lunaire peut être avantageusement remplacé par un filtre constitué de deux polariseurs : par rotation, on peut modifier la transparence du filtre pour l'optimiser au type d'observation que l'on souhaite faire.

#### Filtre solaire
Le filtre solaire, utilisé pour l'observation visuelle du Soleil, est généralement réalisé avec une feuille de Mylar ou équivalent, ou encore une vitre de verre spécialement traitée, toujours placée devant l'instrument et non plus dans l'oculaire. La lumière traversant l'ensemble de l'instrument est ainsi déjà filtrée. Ce type de filtre divise par 100 000 la luminosité. Des filtres un peu moins puissants (densité 3.8 au lieu de 5) sont réservés à la photographie du Soleil. Ces filtres ne restituent pas les couleurs visibles du Soleil.
On distingue les filtres solaires standards de protection, qui permettent d'observer uniquement les taches solaires, et les filtres solaires H-alpha, beaucoup plus chers, qui permettent d'observer également les protubérances solaires.
Nota : certains instruments pour débutants sont parfois fournis avec un « filtre solaire » ressemblant au filtre lunaire, mais plus sombre, qui est à proscrire absolument, en raison de son niveau de sécurité insuffisant et des risques de cécité encourus : la chaleur importante atteinte dans le tube optique en raison de la luminosité solaire peut faire éclater le filtre et ainsi supprimer sa protection.

## Caractéristiques et propriétés

### Caractéristiques techniques

#### Diamètre
Le diamètre du télescope, c'est-à-dire celui du miroir primaire, est la caractéristique la plus importante de l'instrument car la plupart de ses propriétés optiques en dépendent. En effet, plus celui-ci est grand, et plus il collecte de lumière et permet d'affiner les détails des structures observées en planétaire et en ciel profond des objets peu lumineux et de petite taille apparente. Le diamètre est généralement exprimé en millimètres pour les instruments du commerce, quelquefois en pouces (1" = 25,4 mm).

#### Longueur focale
Il peut s'agir de la longueur focale du miroir primaire, ou de celle de l'instrument complet, ou de celle des oculaires. Pour une lunette ou un télescope Newton, la longueur focale de l'instrument (exprimée en mm) correspond à celle de l'objectif, alors que pour les télescopes Cassegrain (et les formules optiques comparables) la longueur focale ne peut être que le résultat d'un calcul propre à l'association d'un miroir primaire (concave) et d'un miroir secondaire (convexe). La longueur focale est ce qui permet de grossir les objets observés. Pour un télescope possédant une focale de 1600 mm et un oculaire de 20 mm, le grossissement est de : 80x, selon la formule : focale du télescope / focale de l'oculaire.

#### Rapport f/D
Le rapport f/D est le quotient de la longueur focale de l'objectif et de son diamètre, exprimés dans la même unité. Ce rapport est essentiel pour juger de la capacité de l'instrument à observer ou photographier des objets faiblement lumineux, selon les mêmes règles que pour les objectifs photographiques.
Pour une même formule optique (voir « Types de télescopes » ci-dessous), un faible rapport f/D donne un instrument plus compact, donc stable et facile à manier et transporter. Néanmoins, la précision de collimation croit comme (D/f)². En d'autres termes, un télescope ouvert à f/D = 5 sera deux fois plus difficile à collimater qu'un télescope ouvert à f/D = 7.
Au-delà de f/D = 10, l'instrument a un champ limité ce qui convient à l'observation planétaire, moins à celle des objets diffus du ciel profond. En outre, les oculaires pouvant être de focale plus longue, le recul d'œil et donc le confort sera meilleur.
Pour l'astrophotographie, un f/D faible (4 à 6) sera intéressant pour limiter le temps de pose tout en simplifiant la collimation, surtout si l'on améliore le champ avec un correcteur de Ross à deux lentilles.

### Propriétés optiques

#### Pouvoir de résolution
Le pouvoir de résolution est la capacité d'un système optique à révéler les détails ; il mesure le plus petit angle séparant deux points que l'on parvient à voir comme distincts l'un de l'autre (environ une minute d'arc pour l'œil humain). Il dépend en principe de la qualité des composants optiques, de leur alignement, des aberrations (géométriques et chromatiques) résiduelles, de la qualité de la mise au point, du grain du capteur (c'est-à-dire la taille des pixels, conditionnant la définition du capteur), de la turbulence atmosphérique, et enfin de la diffraction.
La part due à la diffraction dépend essentiellement du diamètre de l'objectif. Le critère de Rayleigh donne par exemple pour le pouvoir séparateur {\displaystyle \Delta \theta \simeq 1{,}22\,\lambda /D}, où {\displaystyle \Delta \theta } est le pouvoir séparateur exprimé en radians, {\displaystyle \lambda } est la longueur d'onde dominante (soit 505 nm en vision scotopique) et {\displaystyle D} le diamètre de l'objectif.
On peut aussi le calculer en divisant 120 par le diamètre de l'instrument exprimé en mm. Par exemple, un télescope de 114 mm de diamètre a un pouvoir séparateur d'environ 1" (120/114), un télescope de 200 mm a un pouvoir séparateur de 0,6". Toutefois, les turbulences atmosphériques, la stabilité de l'instrument et la qualité de l'objectif empêchent souvent d'atteindre la limite théorique de résolution.
On peut déterminer la taille T des détails que peut résoudre un instrument par la relation :
{\displaystyle T=\tan {\frac {P}{3600}}\times D}
Où D est la distance de l'astre que l'on désire observer, et P (seconde d'arc) le pouvoir de résolution. Par exemple, un télescope de 200 mm (P = 0,6"), pourra discerner sur la Lune (D = 392000 km), des détails de 1,14 km (T).

#### Clarté
La clarté augmente avec le diamètre de l'objectif, elle est théoriquement proportionnelle à la surface de la section du télescope, diminuée de l'obstruction du miroir secondaire. On peut calculer un facteur approximatif en divisant le carré du diamètre de l'objectif à celui de la pupille (environ 6 mm dans le noir). Par exemple, si un télescope a un diamètre de 114 mm, il collectera 361 fois plus de lumière que l'œil (1142/62). Toutefois, la luminosité des images dépend aussi du grossissement, sauf pour les étoiles qui fournissent toujours une image ponctuelle. Les astres diffus, tels que les nébuleuses ou les galaxies, doivent donc être observés avec des oculaires adaptés au rapport f/D pour pouvoir appliquer de faibles grossissements. L'œil humain n'est plus guère utilisé comme « capteur » direct. L'ancienne plaque photographique est remplacée par des capteurs électroniques dont le rendement réel dépasse les 50% pour les modèles les plus performants.
Pour définir la clarté, il faut distinguer le cas d’un instrument dont l’objectif donne directement une image réelle qui se forme sur un capteur (cas d’un instrument objectif) et le cas d’un instrument qui donne, par l’intermédiaire de son objectif puis d’un oculaire, une image virtuelle destinée à être vue par l’œil de l’observateur (cas d’un instrument subjectif).

##### Clarté d’un instrument objectif
Pour un instrument fournissant une image réelle, la clarté C est définie par
où
- E est l’éclairement énergétique de l’image (en W∙m−2)
- L est la luminance de l’objet (en W∙m−2∙sr−1)
- C est sans dimension (rappelons que le stéradian est une unité fictive)

On peut montrer que 
où 	
- τ est le facteur de transmission de l’instrument,
- u’ est l’angle sous lequel on voit la pupille de sortie de l’instrument depuis l’image ; u’ augmente avec le diamètre de l’objectif et diminue avec la focale de l’objectif.

Ainsi, la clarté est en gros proportionnelle au carré du diamètre de l’objectif et inversement proportionnelle au carré de sa focale.

##### Clarté d’un instrument subjectif
Pour un instrument fournissant une image virtuelle visible à travers un oculaire, la clarté C est définie par
où
- Fi est le flux lumineux (en lumen) atteignant une cellule rétinienne quand on regarde l’image à travers l'instrument
- Fo est le flux lumineux (en lumen) atteignant une cellule rétinienne quand on regarde l’objet sans l'instrument
- C est sans dimension

Il faut encore distinguer la clarté C de l’instrument pour les objets étendus (par exemple, le ciel), et C* pour les objets ponctuels (par exemple, les étoiles) ; on obtient les résultats résumés par :
|        | objet étendu              | objet ponctuel     |
| ------ | ------------------------- | ------------------ |
| R’ > p | C = τ                     | C* = τ Gi² = C Gi² |
| R’ < p | C = τ (R’/p)² = τ Ge²/Gi² | C* = τ Ge² = C Gi² |

où	
- p est le rayon de la pupille d’entrée de l’œil
- R’ est le rayon de la pupille de sortie (ou cercle oculaire) de l’instrument
- τ est le facteur de transmission de l’instrument
- Gi est le grossissement intrinsèque de l’instrument
- Ge est le grossissement équipupillaire qui est par définition obtenu quand R’ = p.

(on suppose ici qu’on peut faire varier le grossissement de l’instrument, par exemple à l’aide d’oculaires interchangeables ; R’ dépend bien sûr du grossissement : R’ est égal au diamètre de la pupille d’entrée de l'instrument divisé par Gi)
On voit que la clarté d’un objet étendu diminue si l’on utilise un grossissement supérieur au grossissement équipupillaire. Pour voir clairement une planète, il ne faut pas dépasser ce grossissement ; mais inversement, il peut être intéressant de le dépasser pour mieux faire ressortir des étoiles sur un fond trop clair.

#### Grossissement
Il correspond au rapport entre le diamètre apparent de l'image à la sortie de l'oculaire et le diamètre apparent de l'objet réel vu par l'œil nu. Il peut se calculer en divisant la longueur focale du miroir primaire par celle de l'oculaire.
Il est précisément limité par la clarté et le pouvoir de résolution :
- pour augmenter le grossissement avec un instrument donné, il faut utiliser un oculaire de petite longueur focale. Les détails se trouvent grossis, mais la clarté en est réduite d'autant, puisqu'on ne va considérer qu'une partie des rayons transmis par l'instrument. Le diamètre de l'objectif est donc un facteur essentiel pour collecter suffisamment de lumière, et atteindre un grossissement élevé ;
- au-delà de la limite de résolution de l'instrument, le grossissement ne révèle plus d'autres détails que les défauts optiques de l'équipement utilisé.

A contrario, un faible grossissement permet d'observer un large champ du ciel, ce qui peut être mis à profit pour l'observation d'objets étendus. Un faible grossissement nécessite un instrument de courte focale : un oculaire grand champ de faible longueur focale permet en effet en théorie de compenser un rapport f/D élevé de l'objectif, mais le phénomène de vignettage, lui, ne peut pas être surmonté : les bords de l'image seront sombres, voire noirs (pour des conseils plus précis, voir Observation du ciel et Astrophotographie).

#### Couleur
La plupart des télescopes amateurs semblent transmettre des images peu colorées. Cette limitation est en réalité due uniquement à l'œil, qui n'est pas suffisamment sensible à la faible luminosité transmise par le télescope pour distinguer les couleurs (stimulation des bâtonnets, et non des cônes).
En réalité, les télescopes sont assez fidèles pour la restitution de la couleur, et généralement supérieurs aux lunettes astronomiques.
Avec un bon instrument, les couleurs des planètes sont visibles. Concernant les objets lointains (hormis les étoiles dont la couleur est discernable, à l'œil nu pour les plus brillantes), selon les individus, les objets observés et la taille de l'instrument, on peut au mieux discerner la couleur verte, à laquelle l'œil est plus sensible. Les autres couleurs ne sont accessibles qu'avec des télescopes puissants (plusieurs dizaines de centimètres de diamètre).

## Types de télescopes
Un télescope utilise une formule optique qui, par la forme et la disposition des miroirs, cherche à obtenir des images de la meilleure qualité possible, tant en finesse qu'en luminosité, pour révéler le maximum de détails.
On distingue deux types de télescopes : le télescope réflecteur et le télescope catadioptrique.
Le premier emploie exclusivement des miroirs pour collecter et focaliser la lumière sur l'oculaire (comme ceux de type Newton), alors que le second type se voit adjoindre une lentille mince, la lame correctrice, disposée à l'avant du tube pour accroître le champ visuel (utilisé notamment par la formule Schmidt-Cassegrain).

### Type grégorien

Trajet de la lumière dans un télescope grégorien.

Ce type de télescope, décrit par l'astronome et mathématicien écossais James Gregory dans son livre de 1663 Optica Promota, utilise un miroir secondaire concave qui renvoie l'image à travers un trou dans le miroir primaire. Ceci produit une image droite, utile pour les observations terrestres. Certaines petites longues-vues sont construites de cette manière. Plusieurs grands télescopes modernes utilisent une configuration de type grégorienne tels que le Vatican Advanced Technology Telescope, les télescopes Magellan, le Grand Télescope binoculaire et le télescope géant Magellan.

### Type Newton

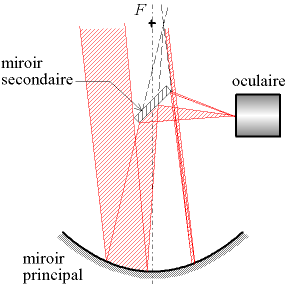
Télescope de Newton.

Ce type de télescope a été mis au point par Isaac Newton. Il utilise un miroir primaire parabolique et un miroir secondaire plan. C'est le montage le plus ancien, il est utilisé actuellement dans beaucoup de constructions d'amateurs en raison de son coût modique. D'une manière plus générale, c'est le miroir secondaire plan, incliné à 45°, qui caractérise le montage Newton (qui peut être décliné sur d'autres types de télescope) ; il permet de renvoyer l'image focale à 90° de l'axe optique près de l'ouverture du tube, ce qui rend la position d'observation plus confortable. Les miroirs paraboliques génèrent une aberration optique, dite de coma ; elle déforme les étoiles en bord de champ, ce qui réduit le champ utile.

### Type Cassegrain

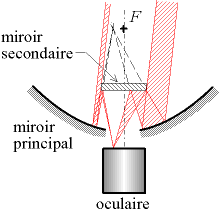
Télescope de type Cassegrain.

Il a été proposé au XVIIe siècle par le prêtre et physicien français Laurent Cassegrain. C'est le prototype des systèmes à deux miroirs concave/convexe. Il est composé d'un miroir primaire concave parabolique et d'un miroir secondaire convexe hyperbolique. Dans le montage Cassegrain, contrairement au montage Newton, le miroir primaire est percé en son centre et l'observateur se place derrière celui-ci. Le Cassegrain présente à ouverture identique la même coma que le Newton, ce qui limitera en théorie le champ de netteté. Néanmoins ce type de télescope sera peu ouvert (F/15-F/30) et en pratique cela ne constituera pas une limitation. Compte tenu du primaire qui est parabolique comme le Newton, celui-ci pourra être aussi utilisé en Newton s'il n'est pas trop ouvert (F/4), ce qui en fait un instrument potentiellement généraliste.

### Type Schmidt-Cassegrain

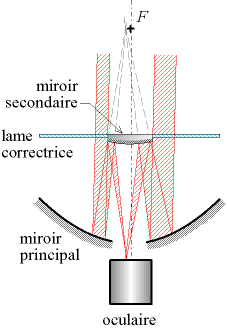
Télescope de type Schmidt-Cassegrain.

C'est une variante du type Cassegrain, très appréciée parmi les amateurs, qui utilise un objectif catadioptrique. Ce montage hybride reprend le principe du miroir primaire sphérique en l'associant à une lame de Schmidt pour corriger l'aberration de sphéricité. C'est un instrument polyvalent et qui fournit des images lumineuses et nettes sur la quasi-totalité du champ.
Comparé au Newton, il présente le grand avantage d'une compacité exemplaire, la longueur du tube étant généralement inférieure à deux fois son diamètre. Il a en revanche l'inconvénient d'être plus coûteux, et de n'être pas très lumineux (rapport f/D de 10 à 12 généralement). La présence du miroir secondaire dans l'axe optique provoque une obstruction voisine de 10 à 14 % en surface, qui réduit le contraste.

### Type Maksutov-Cassegrain
C'est une autre variante du Cassegrain correctement corrigé. Ce télescope est inventé en 1941 par l'opticien et astronome soviétique Dmitri Maksoutov. Le primaire est concave sphérique, l'aberration étant corrigée par un ménisque (une lentille concave plus épaisse sur les bords), et le secondaire, convexe sphérique, est souvent constitué par la partie centrale du ménisque revêtu d'une pellicule d'aluminium. Le principal avantage de ce type de télescope est sa facilité de réalisation par des moyens industriels, car il est composé uniquement de surfaces sphériques, donc facilement réalisables par des machines et avec des résultats homogènes (ce qui n'est pas toujours le cas avec d'autres types de télescopes). Dans sa version le plus souvent commercialisée, le miroir secondaire est constitué simplement par une aluminisation du ménisque en son centre, permettant ainsi de limiter encore son coût.
Ce type de télescope se limite à des diamètres modestes, typiquement inférieurs à 200mm, la lentille concave de correction devenant imposante et coûteuse au-delà.

### Télescope Ritchey-Chrétien
Le Cassegrain donne une image dépourvue d'aberration sphérique ; le Ritchey-Chrétien inventé vers 1910, grâce à un primaire et un secondaire hyperboliques, donne une image focale de plus dépourvue de coma. Il reste alors l'astigmatisme et la courbure de champ, laquelle s'annule si les courbures primaire et secondaire sont exactement opposées. Compte tenu de ses qualités, c'est la formule optique la plus utilisée dans les observatoires professionnels modernes, formule à laquelle est associé généralement un correcteur de champ en quartz plus ou moins complexe afin de corriger les aberrations résiduelles.
Les quatre télescopes principaux de 8,2 mètres de diamètre du Very Large Telescope (VLT) utilisent cette configuration optique, de même que le Télescope spatial Hubble.
Quelques fabricants proposent maintenant des instruments de qualité correcte à des prix accessibles pour l'astrophotographie amateur, pour des diamètres de 200 à 250 mm et un rapport f/D de 8.
Comparé au Schmidt-Cassegrain, il n'apporte pas en revanche d'amélioration sensible pour l'observation visuelle, la meilleure définition en bordure de champ étant ici peu significative, et compensée par un contraste moindre en raison d'une obstruction centrale plus importante (typiquement 25 % de la surface contre 12 % environ).

#### Télescope Dall–Kirkham

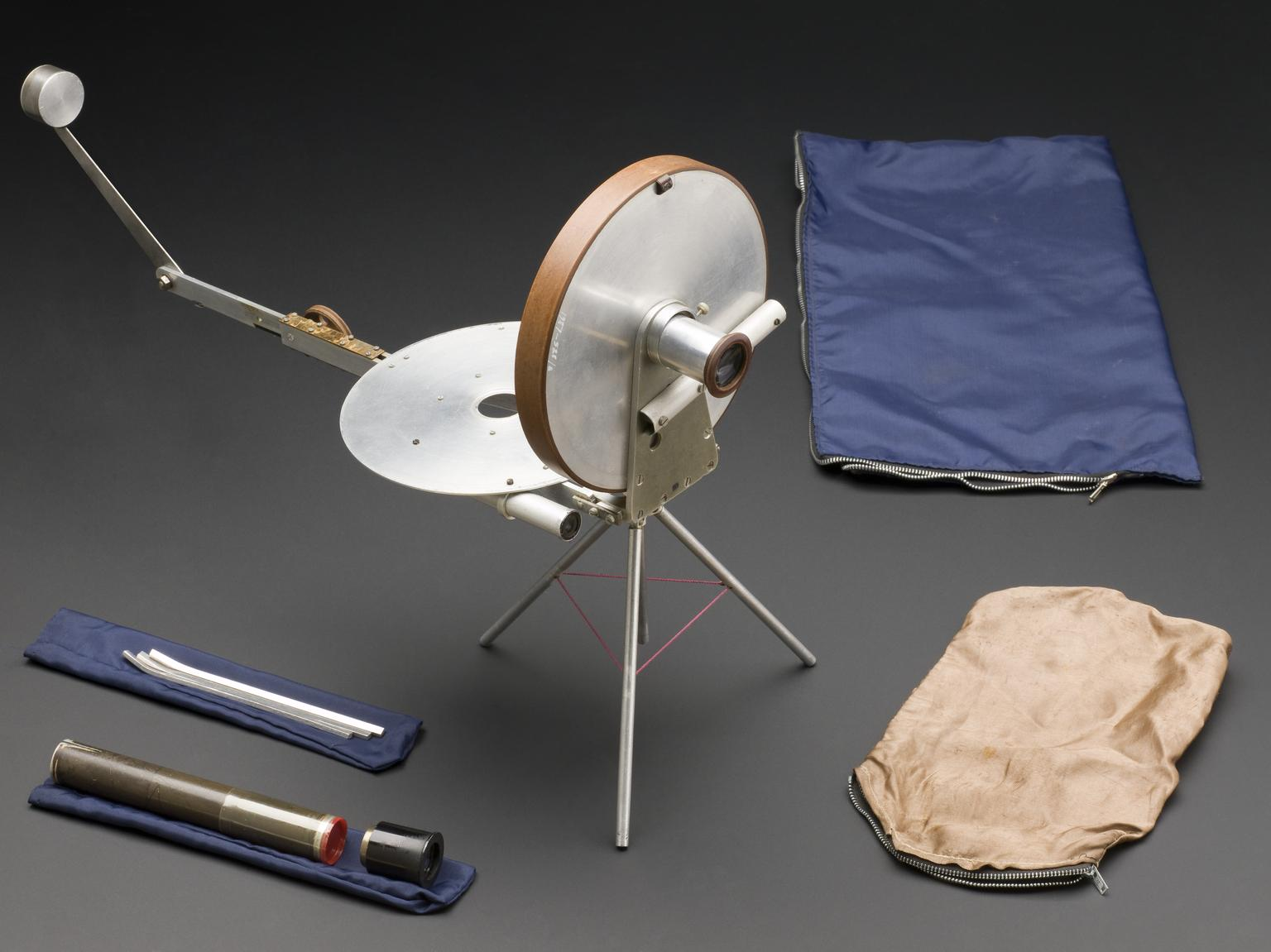
Télescope de Dall-Kirkham, construit par Horace Edward Dall

Le télescope Dall–Kirkham, variante du type Cassegrain, a été créé par Horace Dall en 1928 et a pris son nom dans un article publié dans Scientific American en 1930 à la suite d'une discussion entre l'astronome amateur Allan Kirkham et Albert G. Ingalls, l'éditeur de la revue à l'époque. Il utilise un miroir primaire concave elliptique et un miroir secondaire convexe sphérique. Bien que ce système optique soit plus facile à polir qu'un télescope Cassegrain classique ou qu'un Ritchey–Chrétien, il ne corrige pas la coma hors-axe. La courbure de champ est aussi plus faible que sur un Cassegrain classique. Parce que l'aberration de coma est moins notable avec des rapports f/D élevés, les Dall–Kirkham sont rarement plus rapides que f/15.

### Télescope de Schmidt

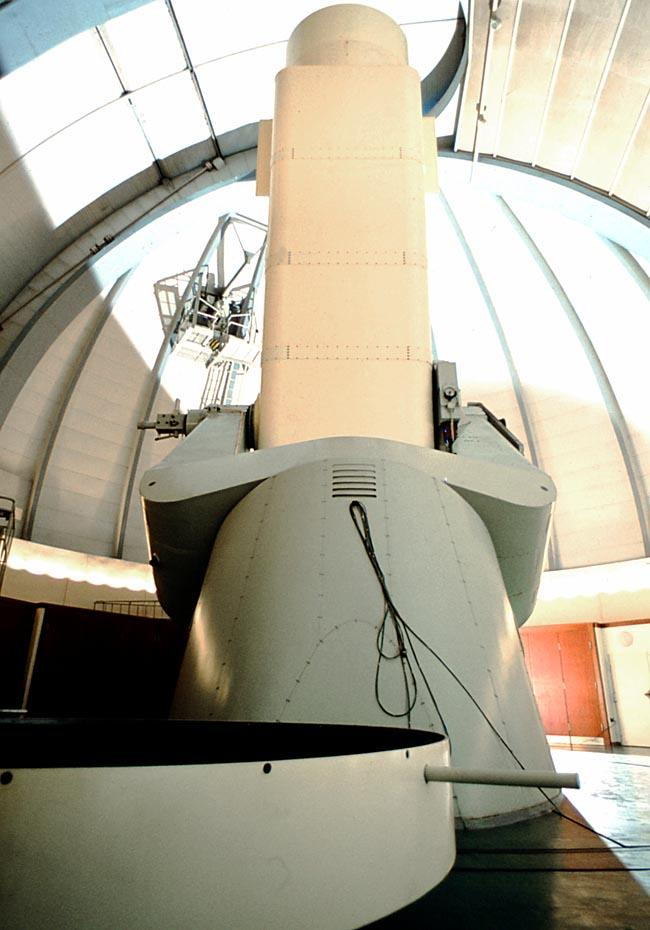
Télescope de Schmidt de 2 m (télescope Alfred-Jensch à Tautenburg (Thuringe, Allemagne)).

La chambre de Schmidt est une chambre photographique de grande ouverture conçue pour l'astrophotographie. Elle est basée sur un miroir primaire sphérique et une lame déformée spécialement réalisée pour compenser l'aberration sphérique. La luminosité des prises est exceptionnelle grâce à un rapport f/D très faible (environ 2).
Son rapport d'ouverture la rend parfaitement adaptée pour la photo à grand champ, mais il faut compenser l'image focale qui est une portion de sphère ; elle a longtemps été utilisée pour les études systématiques de grandes portions du ciel. La disponibilité commerciale des capteurs CCD élargit considérablement ses possibilités. Néanmoins, sa longueur qui est égale au rayon de courbure lui fait préférer aujourd'hui d'autres formules optique plus courtes à trois miroirs, donnant un champ plan et non courbé, permettant des coupoles plus petites et plus économiques.

### Télescopes à miroir liquide
Une variante très particulière est le télescope à miroir liquide : la rotation d'une cuve de mercure déforme, à cause de la force centrifuge, l'interface liquide-air en une paraboloïde idéale pour un coût relativement réduit. Il ne permet naturellement qu'une observation au zénith. Ce type de télescope a été imaginé dès 1850 par Ernesto Capocci, et mis en pratique par Henry Key en 1872. Un instrument de ce type avec un miroir de 6 m de diamètre a été mis en route en 2005.

### Télescopes avec systèmes d'optique adaptative
Les grands télescopes actuels bénéficient de systèmes d'optique adaptative (OA) pour corriger la turbulence de l'atmosphère. C'est cette turbulence qui, à l'œil nu, provoque le scintillement des étoiles ; or, les télescopes amplifient chaque clignotement. Un système d'OA standard braque un faisceau laser à 90 km dans la haute atmosphère sur la fine couche d'atomes de sodium - laissés par le passage des météorites -, ce qui les fait briller. En observant l'étoile artificielle ainsi créée, le système détermine l'instabilité de l'air et ajuste en conséquence les instruments optiques du télescope plus de mille fois par seconde.

### Lunette astronomique
Distinction est faite en français entre le télescope (construit sur des principes de réflexion) et la lunette astronomique (construite sur des principes de réfraction), au contraire de l'anglais (où l'on parle respectivement de reflecting telescope et de refracting telescope). Celle-ci n'est donc pas à proprement parler considérée comme un type de télescope.

### Télescope diffractant
Télescope dont le fonctionnement se base sur la diffraction de la lumière autour d'une obstruction circulaire pour former une image plus loin sur l'axe optique.

### Télescopes non optiques
Les systèmes destinés à l'observation céleste dans des domaines de longueur d'onde du spectre électromagnétique autres que le spectre visible sont souvent appelés « télescopes » bien qu'ils ne reposent pas nécessairement sur un système optique similaire au principe du télescope. On parle ainsi, par exemple, de radiotélescopes pour les instruments observant le domaine des ondes radio et de télescopes Cherenkov pour ceux observant le domaine des rayons gamma de très haute énergie (> 30 GeV environ) (et des rayons cosmiques) depuis le sol.
Pour certains d'entre eux, le signal observé est fortement voire complètement atténué sur Terre du fait de l'absorption dans ces longueurs d'onde par l'atmosphère terrestre. C'est par exemple le cas des télescopes à rayons X ou à infrarouge. Ces instruments sont alors embarqués à bord de satellites.
On parle également de télescope pour désigner des instruments destinés à l'observation de particules autres que les photons, par exemple les télescopes à neutrinos et les télescopes à muons.

## Voir aussi

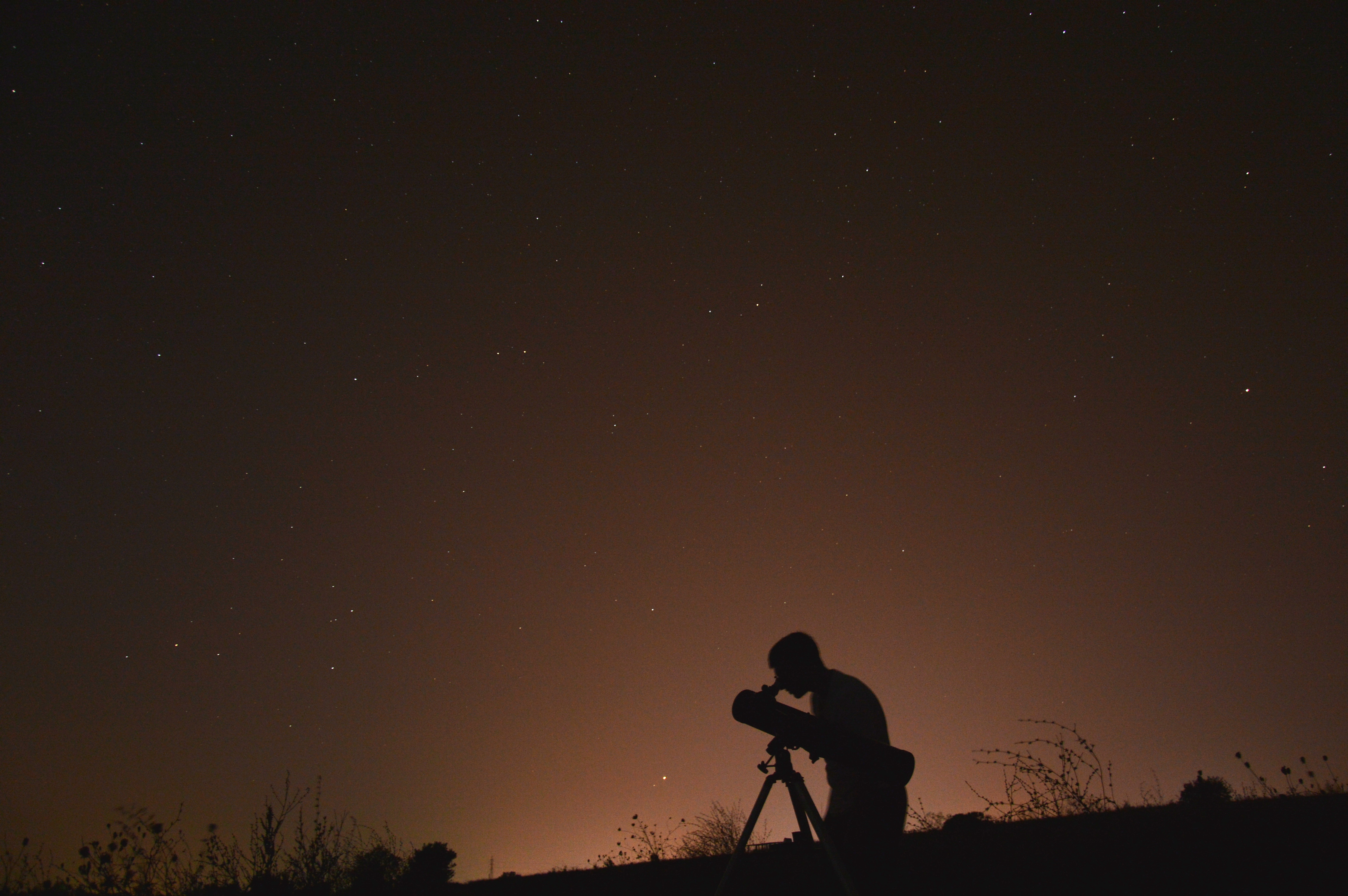
Chercher des étoiles dans la nuit avec un téléscope en août.